# Democratische Partij (Nederland)

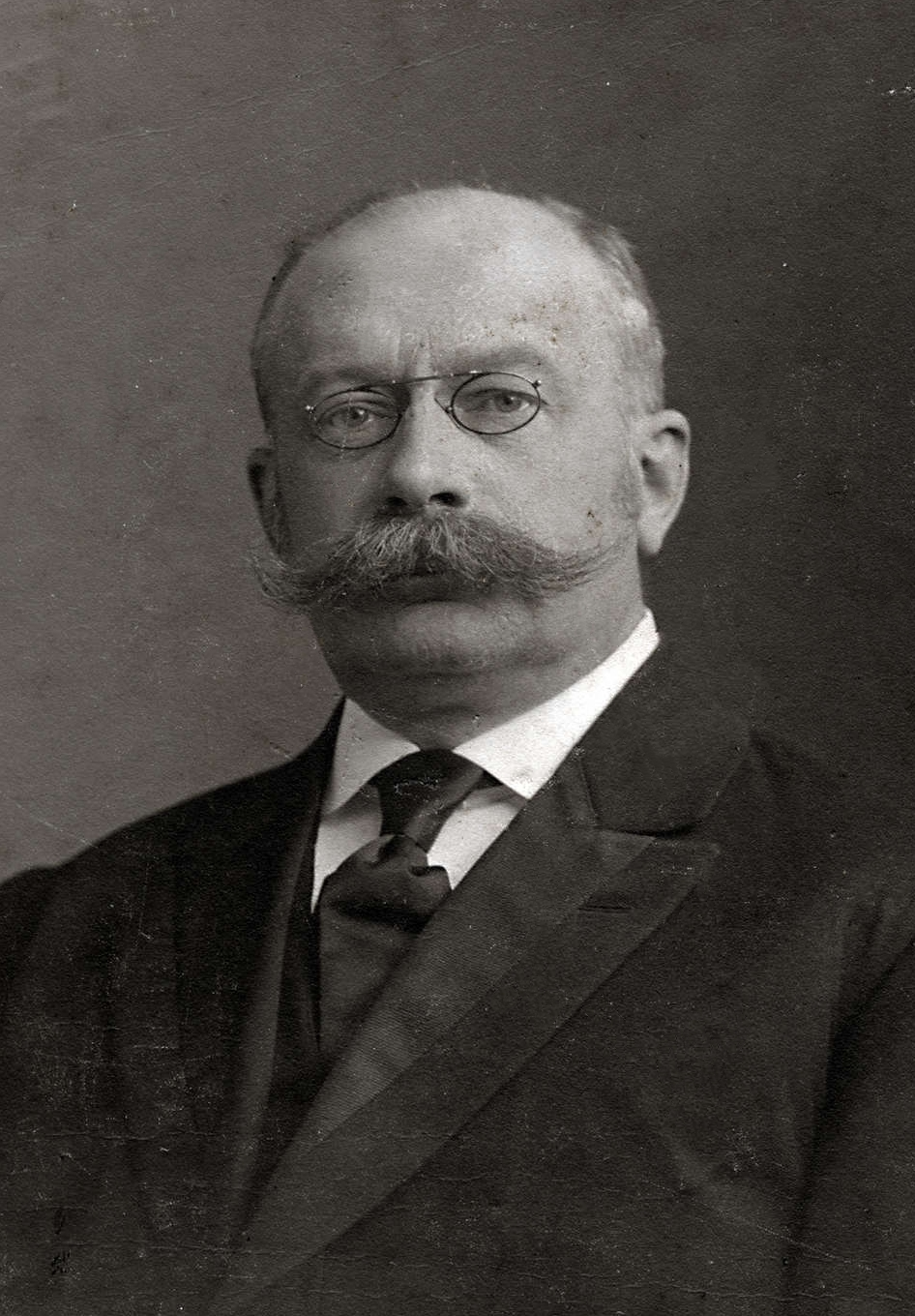
Jan Ernst Heeres (1868-1932)

De Democratische Partij was een links-liberale Nederlandse politieke partij die bestond tussen 13 november 1921 en 1932, en daarna tot 1937 onder de namen Algemeene Democratische Unie, Algemeen Democratisch Verbond en Nationaal Radicaal Verbond Algemeen Belang en Algemeen Belang.

## Democratische Partij
De oprichter en tot zijn dood in 1932 leider van de partij was Jan Ernst Heeres. Heeres was Tweede Kamerlid en later partijvoorzitter geweest bij de Liberale Unie. Als partijvoorzitter had hij gestreefd naar een samengaan van zijn partij met de Vrijzinnig-Democratische Bond, toen echter nadat deze pogingen mislukt waren, de partij samenging met de conservatievere Bond van Vrije Liberalen en Economische Bond tot de Vrijheidsbond, verliet hij de partij en richtte de Democratische Partij op. Andere oprichters waren eveneens dissidente leden van de Liberale Unie en mensen uit de kring van het blad Vrije Arbeid van Romke de Waard, een Groningse dissident uit de Vrijzinnig-Democratische Bond. Verder waren er leden van de radicaal-antimilitaristische Vredeskring van Nederland, onder meer de ontwapeningsgeneraal G.J.W. Koolemans Beijnen.
De partij kwam snel met een beginselverklaring voor medezeggenschap van werknemers, volledige wettelijke gelijkstelling van man en vrouw, zelfbestuur in Nederlands-Indië, algehele ontwapening en de instelling van een staatspensioen. Het keerde zich fel tegen Kuypers antithese: het al dan niet godsdienstig zijn, laat staan het kerkgenootschap waartoe men behoort, zou niet van belang moeten zijn voor iemands partijkeuze. Het programma lag daarmee dicht bij dat van de VDB, maar Heeres weigerde samen te gaan met die partij omdat het antimilitarisme en de verwerping van de antithese in die partij voor hem niet ver genoeg gingen. Wel kwam het in 1924 tot een fusie met de vrouwenpartij ANVO.
De Democratische Partij heeft meermalen aan de verkiezingen voor de Tweede Kamer meegedaan, maar steeds zonder succes. Het hoogste stemmenaantal (11.102 stemmen, 0,36%) werd gehaald bij de Tweede Kamerverkiezingen 1925. Wel had de partij tussen 1927 en 1931 in Groningen een zetel in de Provinciale Staten, en was zij vertegenwoordigd in een veertiental gemeenteraden. Bij de provinciale verkiezingen van 1931 trad de DP gezamenlijk op met de RKVP, maar dat leverde weinig succes op, en de samenwerking werd niet verder voortgezet. Reden voor het gebrek aan succes van de DP was vermoedelijk het geringe verschil met de VDB.

## Algemeene Democratische Unie en Algemeen Democratisch Verbond
Het overlijden van voorman Heeres op 16 februari 1932 leek het einde voor de partij in te luiden, maar in 1933 werd zij heropgericht onder de naam Algemeene Democratische Unie met programmapunten als de politieke en economische gelijkstelling van man en vrouw, de democratisering en versterking van de Volkenbond, een premievrij staatspensioen, nationale ontwapening en bestrijding van de antithese. Een aantal leden van de uiteengevallen Middenpartij voor Stad en Land trad ook toe tot de partij. Bij de Tweede Kamerverkiezingen 1933 behaalde de ADU 14.567 stemmen (0,39%), meer dan de DP ooit gehaald had, maar duidelijk minder dan de score van de MvS&L in 1929. Na de verkiezingen van 1933 werd de naam veranderd in Algemeen Democratisch Verbond met voorzitter J.H. Schultz van Haegen, een dissident uit de Vrijheidsbond die voorstander was van een verregaande eenwording van Europa, en tijdschrift Democratische Post.

## (Nationaal Radicaal Verbond) Algemeen Belang
In 1936 veranderde de naam opnieuw, nu in Nationaal Radicaal Verbond Algemeen Belang met aanvankelijk het blad Algemeen Belang. Als Algemeen Belang werd in 1937 meegedaan aan de Kamerverkiezingen; na de teleurstellende uitslag (9038 stemmen, 0,22%) van deze verkiezingen is er niets meer van de partij en zijn opvolgers vernomen.